# Carl Stamitz
Carl Stamitz (Mannheim, 7 de maio de 1745 — Jena, 9 de novembro de 1801) foi um compositor tcheco que nasceu e viveu a grande parte da sua vida no exterior. Carl Stamitz era filho de renomado compositor tcheco Johann Stamitz e irmão de Anton Stamitz, ambos também compositores. 

## Vida
Ele era o filho mais velho de Johann Stamitz, um violinista e compositor do início do período clássico. Nascido em Mannheim, ele recebeu aulas de seu pai e Christian Cannabich, sucessor de seu pai como líder da orquestra de Mannheim. Quando jovem, Stamitz foi contratado como violinista na orquestra da corte de Mannheim. Em 1770, ele começou a viajar como um virtuoso, aceitando compromissos de curto prazo, mas nunca conseguindo ganhar uma posição permanente. Ele visitou várias cidades europeias, morando por um tempo em Estrasburgo e Londres. Em 1794, ele desistiu de viajar e mudou-se com sua família para Jena, no centro da Alemanha. Suas circunstâncias se deterioraram e ele caiu em dívidas e pobreza, morrendo em 1801. Artigos sobre alquimia foram encontrados após sua morte.
Stamitz escreveu sinfonias, sinfonias concertantes e concertos para clarinete, violoncelo, flauta, oboé, fagote, trompa basset, violino, viola, viola d'amore e diferentes combinações desses instrumentos. Alguns de seus concertos para clarinete e viola são particularmente admirados. Ele também escreveu duos, trios e quartetos. Duas óperas, Der verliebte Vormund e Dardanus, estão perdidas.
Estilisticamente, sua música se assemelha à de Mozart ou Haydn e é caracterizada por melodias atraentes, embora sua escrita para os instrumentos solo não seja excessivamente virtuosística. Os movimentos de abertura de suas obras orquestrais, que estão em forma de sonata, são geralmente seguidos por movimentos intermediários expressivos e líricos e os movimentos finais na forma de um rondó.

## Obras (seleção)
Sinfonias
- 50 sinfonias (geralmente em três movimentos omitindo o minueto)

Concertos
- 3 concertos para violoncelo
- 11 concertos para clarinete (pelo menos um composto em conjunto com Johann Joseph Beer (1744-1811)
- 40 concertos para flauta, fagote, trompa basset, violino, viola, viola d'amore e diferentes combinações de alguns desses instrumentos
- Concerto para viola n.º 1 em ré maior
- 38 sinfonias concertantes

Música de câmara
- Duos, trios, quartetos para vários instrumentos, com predominância de cordas; Os duos desacompanhados para violino e viola são particularmente notáveis
- 6 quartetos orquestrais, op.1
- 6 quartetos orquestrais, op.14

Óperas Ambos são considerados perdidos.
- Der verliebte Vormund (1787)
- Dardanus (1780)

## Discografia (seleção)
- Symfonies concertante, Sinfônica de Viena, Henry Swoboda, maestro, Westminster, WL 50-17 (WL-17 A-WL-17 B), 1950.
- Quatro Quartetos para Sopros e Cordas, Nonesuch Records, H-71125, c. 1966.
- Chamber music. Selections, Sociedade do Patrimônio Musical, MHS 1403, 1972.
- Cello Concertos Christian Benda com a Orquestra de Câmara de Praga, Naxos 8.550865, 1994
- Carl Stamitz: Four Symphonies, London Mozart Players, Matthias Bamert, maestro, Chandos Records, Chan 9358, 1995.
- Carl Stamitz: Clarinet Concertos, Sabine Meyer, Academia de St. Martin in the Fields, Iona Brown, maestro, EMI Classics, CDC 754842-2, 1993.